# Two Vines
Two Vines is het derde studioalbum van het Australische electropopduo Empire of the Sun. Het album werd op 28 oktober 2016 uitgebracht en telt 11 nummers. Van het album werden drie singles uitgebracht en er verschenen diverse bonustracks.

## Ontvangst
In recensies werd het album overwegend positief ontvangen. Men prees de muziekstijl en melodieën, maar kritiek was er op de middelmatigheid van de ballads en popnummers. Op recensieverzamelaar Metacritic heeft het album een score van 66%.

## Nummers
Het album bevat de volgende nummers:
1. Before (4:04)
2. High and Low (3:44)
3. Two Vines (3:49)
4. Friends (3:20)
5. There's No Need (3:28)
6. Way to Go (3:12)
7. Ride (4:07)
8. Digital Life (4:02)
9. First Crush (4:10)
10. ZZZ (3:10)
11. To Her Door (3:55)

## Medewerkers
- Luke Steele – gitaren, zang, keyboards
- Nick Littlemore – zang, keyboards
- Mike Marsh – mastering
- Peter Mayes - mixage, productie, opname
- Donnie Sloan - productie